# Jo Jae-yoon
Jo Jae-yoon (en hangul, 조재윤; hanja: 趙在允; RR: Jo Jae-yun), es un actor surcoreano.

## Biografía

### Primeros años
Estudió teatro en el Instituto de las Artes de Seúl (서울예술대학교).

### Carrera
Previamente había formado parte de la agencia FNC Entertainment en el 2014.
En 2012 realizó una aparición especial en la serie My Lover, Madame Butterfly donde interpretó al oficial Kyung-chal.
En abril del 2013 se unió al elenco recurrente de la serie Gu Family Book, donde dio vida a Ma Bong-chul, un gánster local que luego de ser salvado por Choi Kang-chi (Lee Seung-gi) se vuelve leal a él. Ese mismo año interpretó al eunuco Gol-ta en la serie Empress Ki.
En febrero del 2016 se unió al elenco recurrente de la popular serie Descendants of the Sun, donde dio vida a Jin Young-soo, el gerente jefe de "Uruk Electric Power Corporation". En marzo del mismo año se unió al elenco recurrente de la serie Pied Piper, donde interpretó a Han Ji-hoon, el líder del equipo SWAT. El 4 de agosto del mismo año se unió al elenco de la serie Matching! Boys Archery, donde dio vida al entrenador del equipo de tiro, hasta el final de la serie el 28 de agosto del mismo año. En septiembre del mismo año se unió al elenco recurrente de la serie Fantastic, donde interpretó a Oh Chang-seok, el mánager del actor Ryu Hae-sung (Joo Sang-wook). El 26 de septiembre del mismo año realizó una aparición especial durante el primer episodio de la serie Woman with a Suitcase, donde dio vida a Na Gil-tae, uno de los clientes de la abogada Cha Geum-joo (Choi Ji-woo).
En enero del 2017 se unió al elenco recurrente de la serie Innocent Defendant (también conocida como "Defendant"), donde interpretó a Shin Cheol-sik, un compañero de celda de Park Jung-woo (Ji Sung) en la prisión Wol-jeong. El 5 de agosto del mismo año se unió al elenco recurrente de la serie Save Me, donde dio vida a Jo Wan-tae, un miembro de Goosunwon. El 11 de octubre del mismo año se unió al elenco principal de la serie Mad Dog, donde interpretó a Park Soon-jung alias "Cheetah", un ex-matón, que se convierte en un investigador de seguros y en un miembro del equipo de Choi Kang-woo (Yoo Ji-tae), hasta el final de la serie el 30 de noviembre del mismo año.
En mayo del 2018 se unió al elenco recurrente de la serie Wok of Love, donde interpretó a Oh Maeng-dal, la mano derecha de Doo Chil-sung (Jang Hyuk), un gánster del grupo "Big Dipper" quien después de ser liberado comienza a trabajar en el restaurante "Hungry Wok".En noviembre del mismo año se unió al elenco recurrente de la popular serie Sky Castle, donde dio vida al doctor Woo Yang-woo, un cirujano ortopédico y el esposo de Jin Jin-hee (Oh Na-ra).
En mayo del 2019 se unió al elenco recurrente de la serie Save Me 2, donde interpretó al jefe de la policía Shin Pil-goo.El 18 de julio apareció como invitado durante el tercer episodio de la serie Rookie Historian Goo Hae-ryung, donde dio vida a Kim Chuk-jeom, un oficial de la oficina de investigación. En octubre del mismo año se unió al elenco recurrente de la serie Catch the Ghost, donde interpretó al oficial de la policía Lee Man-jin, quien solía ser un detective de homicidios hasta que un accidente lo llevó al departamento de metro, hasta el final de la serie el 10 de diciembre del mismo año.
En el 2020 apareció como invitado en la serie The King: The Eternal Monarch, donde dio vida a un trabajador de la sala de juegos y el encargado del juego de disparos. En julio del mismo año se unió al elenco recurrente de la serie The Good Detective (también conocida como "Model Detective"), donde interpretó a Lee Dae-chul, un prisionero que se encuentra en el corredor de la muerte por 2 asesinatos, hasta el final de la serie en agosto del mismo año.
En junio de 2022 se unió al elenco de la serie Alquimia de almas, donde da vida a Jin Mu, el vicejefe de la oficina gubernamental Cheonbugwan que ascendió a su cargo en el gobierno mientras ocultaba sus perversas ambiciones.

### Vida personal
En febrero del 2015 se casó con Cho Eun-ae.

## Filmografía

### Series de televisión
| Año     | Título                                                  | Personaje                   | Notas                           | Ref.          |
| ------- | ------------------------------------------------------- | --------------------------- | ------------------------------- | ------------- |
| 2007    | H.I.T                                                   | -                           |                                 |               |
| 2007    | Kid Gang                                                | -                           |                                 |               |
| 2007    | Yi San                                                  | -                           |                                 |               |
| 2008    | Crime - Season 2                                        | -                           |                                 |               |
| 2008    | Fight                                                   | -                           |                                 |               |
| 2008    | East of Eden                                            | Líder de Pandilla           |                                 |               |
| 2009    | Dream                                                   | Gal-chi                     |                                 |               |
| 2009    | Joseon Mystery Detective Jeong Yak-yong                 | -                           |                                 |               |
| 2010    | Jungle Fish 2                                           | Maestro de Educación Física |                                 |               |
| 2010    | Lunch Box (도시락)                                      | Cajero del supermercado     | 1 episodio                      |               |
| 2010    | Secret Garden                                           | Fotógrafo                   | Ep. 3                           |               |
| 2011    | Detectives in Trouble (Crime Squad)                     | Yang Do-soo                 | Ep. 1                           |               |
| 2012    | Hero                                                    | Yang-joon                   |                                 |               |
| 2012    | A Gentleman's Dignity                                   | Oficial de la Policía       | Ep. 1                           |               |
| 2012    | The Chaser                                              | Park Yong-sik               |                                 | [ 16 ]        |
| 2012    | Drama Special Season 3: Butcher Barber                  | Bong-shik                   | 1 episodio                      |               |
| 2012    | Drama Special Season 3: The Great Dipper                | Hong Man-shik               | 1 episodio                      |               |
| 2012    | My Lover, Madame Butterfly                              | Kyung-chal                  |                                 |               |
| 2012    | Full House Take 2                                       | Taxista                     | Ep. 14                          |               |
| 2013    | Gu Family Book                                          | Ma Bong-chul                |                                 | [ 17 ]        |
| 2013    | Monstar                                                 | Manager Hong                |                                 |               |
| 2013    | The Blade and Petal                                     | Boo-chi                     |                                 |               |
| 2013    | Master's Sun                                            | Hombre perseguido           | Ep. 14                          |               |
| 2013    | Reply 1994                                              | Kim Jae-young               | Ep. 12                          |               |
| 2013    | Empress Ki                                              | Gol-ta                      |                                 |               |
| 2012-13 | Jeon Woo-chi                                            | Cheol-gyeon                 |                                 |               |
| 2014    | Drama Special Season 5: Illegal Parking                 | Han Jung-hoon               | 1 episodio                      |               |
| 2014    | Liar Game                                               | Jo Dal-gu                   |                                 |               |
| 2015    | Lunch Box (점심 도시락)                                 | Dueño de la tienda          | 3 episodios                     |               |
| 2015    | Blood                                                   | Dr. Woo Il-nam              |                                 |               |
| 2015    | Let's Eat 2                                             | Esposo de Kim Mi-ran        | Ep. 9                           |               |
| 2015    | Late Night Restaurant                                   | Kwang-jo                    | Ep. 11                          |               |
| 2015    | Last                                                    | Baem-noon ("Snake Eye")     |                                 | [ 18 ]        |
| 2016    | Descendants of the Sun                                  | Jin Young-soo               |                                 | [ 19 ]        |
| 2016    | Pied Piper                                              | Han Ji-hoon                 |                                 |               |
| 2016    | Click Your Heart                                        | Maestro de Neoz High        |                                 |               |
| 2016    | Matching! Boys Archery                                  | Entrenador                  |                                 |               |
| 2016    | Fantastic                                               | Oh Chang-seok               |                                 |               |
| 2016    | Woman with a Suitcase                                   | Na Gil-tae                  | Ep. 1                           |               |
| 2016    | My Runway                                               | Mr. Bong                    | 6 episodios                     |               |
| 2017    | Innocent Defendant                                      | Shin Chul-shik              |                                 |               |
| 2017    | Voice                                                   | Miembro de la Triada        | Ep. 1                           |               |
| 2017    | Save Me                                                 | Jo Wan-tae                  |                                 |               |
| 2017    | Hip Hop Teacher                                         | Comisionado Escolar         |                                 |               |
| 2017    | Mad Dog                                                 | Park Soon-jung              | 16 episodios                    |               |
| 2017    | Black                                                   | Grim Reaper #007            |                                 |               |
| 2018    | Not Played                                              | -                           | 1 episodio                      |               |
| 2018    | Wok of Love                                             | Oh Maeng-dal                |                                 | [ 20 ]        |
| 2018    | Sweet Revenge 2                                         | Padre de Ha Rok-hee         |                                 |               |
| 2018    | Heart Surgeons                                          | Hwang Jin-cheol             |                                 |               |
| 2018    | Player                                                  | Shin Yong-gyum              | Aparición especial, ep. n.º 8   |               |
| 2019    | Save Me 2                                               | Shin Pil-goo                |                                 |               |
| 2019    | Goo Hae-ryung, la historiadora novata                   | Kim Chuk-jeom               | Aparición especial, ep. n.º 3   |               |
| 2019    | Catch the Ghost                                         | Lee Man-jin                 | 16 episodios                    |               |
| 2018-19 | Sky Castle                                              | Dr. Woo Yang-woo            |                                 | [ 21 ]        |
| 2020    | The King: The Eternal Monarch                           | Empleado del Arcade         | 2 episodios                     |               |
| 2020    | The Good Detective                                      | Lee Dae-chul                |                                 |               |
| 2020    | Can’t Be Bothered to Date, But Don’t Want to be Lonely! | Editor en Jefe              | Aparición especial, ep. n.º 1   |               |
| 2021    | Penthouse: War In Life 2                                | Hwang Geum-bong             | Aparición especial, 4 episodios |               |
| 2021    | Mouse                                                   | Daniel Lee                  | Aparición especial, ep. n.º 11  | [ 22 ]        |
| 2021    | Racket Boys                                             | Hombre de la Ciudad         | Aparición especial, 2 episodios | [ 23 ]        |
| 2022    | Alquimia de almas                                       | Jin Mu                      |                                 | [ 24 ]        |
| 2022-23 | La gran apuesta                                         |                             |                                 | [ 25 ]        |
| 2022-23 | Cómo desbloquear a mi jefe                              |                             | Aparición especial              | [ 26 ]        |
| 2023    | The Escape of the Seven                                 | Nam Cheol-woo               |                                 | [ 27 ] [ 28 ] |
| 2024    | Knight Flower                                           | Kang Pil-jik                |                                 | [ 29 ] [ 30 ] |
| 2024    | Black Out                                               | Shim Dong-min               |                                 | [ 31 ] [ 32 ] |
| 2024    | Love Your Enemy                                         | Park Dong-jin               | Aparición especial, ep. n.º 1   | [ 33 ]        |
| 2025    | Undercover High School                                  | Koo Sang-tae                | Aparición especial              | [ 34 ]        |
| 2025    | Seguro de divorcio                                      |                             |                                 |               |
| 2025    | Si la vida te da mandarinas...                          |                             | Aparición especial              | [ 35 ]        |

### Películas
| Año  | Título                                 | Personaje                          | Notas                                                                                     | Ref.   |
| ---- | -------------------------------------- | ---------------------------------- | ----------------------------------------------------------------------------------------- | ------ |
| 2003 | Please Teach Me English                | Manager Hong                       |                                                                                           |        |
| 2004 | Au Revoir, UFO                         | Empleado                           | junto a Lee Beom-soo, Lee Eun-ju, Bong Tae-gyu, Byun Hee-bong y Kim Eung-soo              |        |
| 2005 | The President's Last Bang              | Guardia de seguridad               | junto a Han Suk-kyu, Song Jae-ho, Baek Yoon-sik, Kwon Byung-gil, Lee Jae-gu y Kim Sang-ho |        |
| 2006 | Love Me Not                            | Geun-son                           | junto a Moon Geun-young, Kim Joo-hyuk, Lee Je-no, Choi Sung-ho, Jin Goo y Seo Hyun-jin    |        |
| 2006 | The Restless                           | -                                  | junto a Jung Woo-sung, Kim Tae-hee, So Yi-hyun, Heo Joon-ho y Park Sang-wook              |        |
| 2008 | Story Of Wine                          | -                                  |                                                                                           |        |
| 2009 | Marine Boy                             | Jefe de depto. Im                  | junto a Cho Jae-hyun, Kim Kang-woo, Lee Won-jong, Oh Kwang-rok y Um Hyo-sup               |        |
| 2009 | The Scam                               | Lee                                | junto a Park Yong-ha, Kim Min-jung, Park Hee-soon, Kim Mu-yeol y Jo Deok-hyun             |        |
| 2009 | Take Off                               | Empleado de la agencia de adopción |                                                                                           |        |
| 2009 | City of Fathers                        | Nai-chi ("Flying Fish")            |                                                                                           |        |
| 2010 | El hombre sin pasado                   | Jang Doo-shik                      |                                                                                           | [ 36 ] |
| 2010 | Mr. Zombie                             | Jo Yong-pal                        |                                                                                           |        |
| 2010 | Romantic Debtors                       | Conductor de Grúa                  |                                                                                           |        |
| 2010 | The Yellow Sea                         | Conductor de Busan                 | junto a Ha Jung-woo, Kim Yoon-seok, Jo Sung-ha, Lee El y Lee Hee-joon                     |        |
| 2011 | Late Blossom                           | Cuñado de Kun-bong                 |                                                                                           |        |
| 2011 | The Apprehenders (Officer of the Year) | Jo Tae-bok                         |                                                                                           |        |
| 2011 | Special Investigation Unit (S.I.U.)    | ex-Convicto                        |                                                                                           |        |
| 2012 | Poison Frog                            | Yeong-bok                          | junto a Jung Hee-tae, Tae In-ho, Kim Chul-moo, Kim Hyun-sung y Hong Ki-joon               |        |
| 2012 | Romance Joe                            | Dueño del puesto de comida         |                                                                                           |        |
| 2013 | Miracle in Cell No. 7                  | Oficial Kim                        |                                                                                           |        |
| 2013 | Mr. Go                                 | Cirujano Ortopédico                |                                                                                           |        |
| 2013 | The Suspect                            | Capitán Jo                         |                                                                                           |        |
| 2014 | Dad for Rent                           | Seung-il                           |                                                                                           |        |
| 2015 | Casa Amor: Exclusive for Ladies        | Jo Ji-ho                           | cameo                                                                                     |        |
| 2015 | The Deal                               | Kim Ki-seok                        |                                                                                           |        |
| 2015 | Inside Men                             | Jefe de Subsección Bang            | junto a Lee Byung-hun, Jo Seung-woo, Baek Yoon-sik, Lee Geung-young y Bae Seong-woo       |        |
| 2015 | Inside Men: The Original               | Jefe de Subsección Bang            | junto a Lee Byung-hun, Jo Seung-woo, Lee Geung-young y Bae Seong-woo                      |        |
| 2016 | Mood of the Day                        | Kang                               | junto a Moon Chae-won, Yoo Yeon-seok, Kim Seul-gi, Park Min-woo y Jo Woo-jin              |        |
| 2016 | Insane                                 | Detective Park                     | junto a Kang Ye-won, Lee Sang-yoon, Choi Jin-ho, Yoo Gun y Lee Hak-joo                    | [ 37 ] |
| 2017 | I'm Doing Fine in Middle School        | Doctor Jo                          | junto a Jang Seo-hee, Yoon Chan-young, Lee Geung-young, Feeldog y Sung Dong-il            |        |
| 2017 | Part-Time Spy                          | Subdirector de depto. Park         | junto a Kang Ye-won, Han Chae-ah, Namkoong Min, Kwak Ja-hyeong y Kim Sung-eun             |        |
| 2017 | The Prison                             | Lee Hong-pyo                       | junto a Han Suk-kyu, Kim Rae-won, Kim Sung-kyun, Shin Sung-rok y Lee Geung-young          |        |
| 2017 | House of the Disappeared               | Chul-joong                         | junto a Kim Yun-jin, Ok Taec-yeon, Park Sang-hoon y Yoo In-young                          |        |
| 2017 | Memoir of a Murderer                   | Doctor                             | junto a Sol Kyung-gu, Kim Nam-gil, Kim Seol-hyun, Oh Dal-su y Hwang Seok-jeong            |        |
| 2017 | The Outlaws                            | Presidente Hwang                   | junto a Ma Dong-seok, Yoon Kye-sang, Choi Gwi-hwa, Cho Jin-woong y Jung In-gi             |        |
| 2017 | The Age of Blood                       | Do Man-chul                        |                                                                                           |        |
| 2018 | The Pension                            | Jae-deok                           |                                                                                           |        |
| 2019 | Forever                                | Lee Jin-soo                        | junto a Shin So-yul                                                                       | [ 38 ] |
| 2020 | The Golden Holiday                     | -                                  |                                                                                           |        |
| 2021 | Sseol                                  | -                                  | junto a Kim Kang-hyun, Jung Jin-young, Jang Gwang, Kim So-ra y Chani                      | [ 39 ] |
| 2022 | Hansan: Rising Dragon                  | Manabe Samanozo                    | junto a Park Hae-il, Byun Yo-han, Ok Taec-yeon, Kim Sung-kyu, Ahn Sung-ki y Gong Myung    |        |
| 2022 | Hero                                   | Woo Deok-soon                      | junto a Jung Sung-hwa, Kim Go-eun y Na Moon-hee                                           | [ 40 ] |

### Programas de variedades
| Año  | Título                                     | Notas                                       | Ref.          |
| ---- | ------------------------------------------ | ------------------------------------------- | ------------- |
| 2013 | 2 Days & 1 Night                           | (ep. 310-311) - invitado                    |               |
| 2015 | Animals (애니멀즈)                         | 10 episodios - miembro                      | [ 41 ] [ 42 ] |
| 2016 | Real Man: Friendly Enlisting Special       | miembro                                     |               |
| 2017 | Taxi                                       | invitado - junto a Ok Taecyeon y Jo Sung-ha |               |
| 2018 | One Night Sleepover Trip (하룻밤만 재워줘) | 7 episodios - (ep. 5-9, 12-13) - invitado   |               |
| 2018 | Sea Police                                 | miembro                                     |               |
| 2018 | Law of the Jungle in Patagonia             | (ep. 305-310) - miembro                     | [ 43 ]        |
| 2018 | Law of the Jungle in Last Indian Ocean     | (ep. 340-343) - miembro                     | [ 44 ]        |
| 2019 | Problem Child in House (옥탑방의 문제아들) | (ep. #22) - invitado                        |               |
| 2019 | Coffee Friends                             | 7 episodios - (ep. 2-5, 8-10) - invitado    | [ 45 ]        |
| 2019 | Urban Cops (도시경찰)                      | 10 episodios - miembro                      |               |
| 2019 | Urban Cops: KCSI (도시경찰: KCSI)          | 10 episodios - miembro                      |               |
| 2020 | Radio Star                                 | (ep. 663) - invitado                        |               |
| 2020 | Scent of the Sea (바다향기)                | miembro                                     |               |

### Programas de radio
| Año  | Título              | Función  |
| ---- | ------------------- | -------- |
| 2014 | SBS Power FM Cultwo | invitado |

### Musical
| Año         | Título            | Personaje | Notas                 | Ref.   |
| ----------- | ----------------- | --------- | --------------------- | ------ |
| 2015 - 2016 | Le Passe-Muraille | Fiscal    | junto a Yoo Yeon-seok | [ 46 ] |

### Teatro
| Año                     | Título               | Personaje                     | Notas |
| ----------------------- | -------------------- | ----------------------------- | ----- |
| 2013, 2014              | University of Laughs | Censor                        |       |
| 2007, 2011              | The Bald Soprano     | Jefe de bomberos              |       |
| 2004, 2007 - 2009, 2013 | The Human Comedy     | Abuelo / Detective / Bailarín |       |
| -                       | The Tempest          | -                             |       |
| -                       | Subway Line 1        | -                             |       |
| -                       | The Stepping Stone   | -                             |       |
| -                       | The Magic Wings      | -                             |       |

### Anuncios
| Año  | Título | Notas                                                                       |
| ---- | ------ | --------------------------------------------------------------------------- |
| 2016 | LG G5  | junto a Ko Chang-seok, Ye Ji-won, Kim Sang-ho, Moon Jeong-hee y Kim Hee-won |

## Premios y nominaciones
| Año  | Premios                             | Categoría                                               | Trabajo                | Resultado |
| ---- | ----------------------------------- | ------------------------------------------------------- | ---------------------- | --------- |
| 2012 | SBS Drama Award                     | Special Award, Actor in a Miniseries                    | The Chaser             | Nominado  |
| 2016 | 2nd Scene Stealer Festival          | Scene Stealer Award (Male)                              | Descendants of the Sun | Ganó      |
| 2016 | 9th Korea Drama Award               | Excellence Award, Actor                                 | Descendants of the Sun | Ganó      |
| 2016 | 30th KBS Drama Award                | Best Supporting Actor                                   | Descendants of the Sun | Nominado  |
| 2017 | 31st KBS Drama Award                | Best Supporting Actor                                   | Mad Dog                | Nominado  |
| 2020 | Korean Popular Culture & Arts Award | Minister of Culture, Sports, and Tourism’s Commendation | -                      | Ganó      |